# Phoebe Holcroft
Ne pas confondre avec : Heather Watson, Lillian Watson et Maud Watson, également joueuses de tennis.
Pour les articles homonymes, voir Watson.
Phoebe Holcroft épouse Watson puis Blakstad (née le 7 octobre 1898 et morte le 20 octobre 1980) est une joueuse de tennis britannique des années 1920.
En 1929, elle a atteint la finale de l'US Women's National Championship, battue par Helen Wills, sa meilleure performance en simple dans une épreuve du Grand Chelem.
Elle s'est aussi imposée quatre fois en double dames dans un tournoi majeur, dont deux consécutivement à Wimbledon avec Peggy Saunders Mitchell (1928 et 1929).

## Palmarès (partiel)

### Finale en simple dames
| No | Date       | Nom et lieu du tournoi                  | Catégorie | Surface      | Vainqueure  | Score    |          |
| -- | ---------- | --------------------------------------- | --------- | ------------ | ----------- | -------- | -------- |
| 1  | 19/08/1929 | US National Championships, Forest Hills | G. Chelem | Gazon (ext.) | Helen Wills | 6-2, 6-1 | Parcours |

### Titres en double dames
| No | Date       | Nom et lieu du tournoi                 | Catégorie | Surface      | Partenaire     | Finalistes                       | Score         |          |
| -- | ---------- | -------------------------------------- | --------- | ------------ | -------------- | -------------------------------- | ------------- | -------- |
| 1  | 20/05/1928 | Internationaux de France Paris         | G. Chelem | Terre (ext.) | Eileen Bennett | Suzanne Deve Sylvie Jung         | 6-0, 6-2      | Parcours |
| 2  | 25/06/1928 | The Championships Wimbledon            | G. Chelem | Gazon (ext.) | Peggy Saunders | Eileen Bennett Ermyntrude Harvey | 6-2, 6-3      | Parcours |
| 3  | 24/06/1929 | The Championships Wimbledon            | G. Chelem | Gazon (ext.) | Peggy Saunders | Phyllis Howkins Dorothy Shepherd | 6-4, 8-6      | Parcours |
| 4  | 19/08/1929 | US National Championships Forest Hills | G. Chelem | Gazon (ext.) | Peggy Saunders | Phyllis Howkins Dorothy Shepherd | 2-6, 6-3, 6-4 | Parcours |

### Finale en double dames
| No | Date       | Nom et lieu du tournoi         | Catégorie | Surface      | Vainqueures               | Partenaire     | Score    |          |
| -- | ---------- | ------------------------------ | --------- | ------------ | ------------------------- | -------------- | -------- | -------- |
| 1  | 24/05/1927 | Internationaux de France Paris | G. Chelem | Terre (ext.) | Bobbie Heine Irene Bowder | Peggy Saunders | 6-2, 6-1 | Parcours |

## Parcours en Grand Chelem (partiel)
Si l’expression « Grand Chelem » désigne classiquement les quatre tournois les plus importants de l’histoire du tennis, elle n'est utilisée pour la première fois qu'en 1933, et n'acquiert la plénitude de son sens que peu à peu à partir des années 1950.

### En simple dames
| Année | Championnat d'Australasie Championnat d'Australie | Championnat d'Australasie Championnat d'Australie | Championnat de France Internationaux de France | Championnat de France Internationaux de France | Wimbledon       | Wimbledon      | US National | US National |
| ----- | ------------------------------------------------- | ------------------------------------------------- | ---------------------------------------------- | ---------------------------------------------- | --------------- | -------------- | ----------- | ----------- |
| 1923  | -                                                 | -                                                 | -                                              | -                                              | 2e tour (1/32)  | Kitty McKane   | -           | -           |
| 1924  | -                                                 | -                                                 | -                                              | -                                              | 3e tour (1/8)   | M. Zinderstein | -           | -           |
| 1925  | -                                                 | -                                                 | -                                              | -                                              | 1er tour (1/32) | Anna McCune    | -           | -           |
| 1926  | -                                                 | -                                                 | -                                              | -                                              | 3e tour (1/8)   | Lilí Álvarez   | -           | -           |
| 1927  | -                                                 | -                                                 | 3e tour (1/8)                                  | Bobbie Heine                                   | 1/4 de finale   | Lilí Álvarez   | -           | -           |
| 1928  | -                                                 | -                                                 | 2e tour (1/16)                                 | Cilly Aussem                                   | 1/4 de finale   | Helen Wills    | -           | -           |
| 1929  | -                                                 | -                                                 | 1/4 de finale                                  | Simonne Mathieu                                | 3e tour (1/16)  | Joan Fry       | Finale      | Helen Wills |
| 1930  | -                                                 | -                                                 | 1/4 de finale                                  | Helen Jacobs                                   | 1er tour (1/64) | Betty Nuthall  | -           | -           |

À droite du résultat, l’ultime adversaire.

### En double dames
| Année | Championnat d'Australie | Championnat d'Australie | Internationaux de France | Internationaux de France  | Wimbledon                   | Wimbledon                  | US National          | US National            |
| ----- | ----------------------- | ----------------------- | ------------------------ | ------------------------- | --------------------------- | -------------------------- | -------------------- | ---------------------- |
| 1927  | -                       | -                       | Finale P. Saunders       | Bobbie Heine Irene Bowder | -                           | -                          | -                    | -                      |
| 1928  | -                       | -                       | Victoire E. Bennett      | Suzanne Deve Sylvie Jung  | Victoire P. Saunders        | E. Bennett E. Harvey       | -                    | -                      |
| 1929  | -                       | -                       | 1/2 finale E. Bennett    | Lilí Álvarez C. Bouman    | Victoire P. Saunders        | P. Howkins D. Shepherd     | Victoire P. Saunders | P. Howkins D. Shepherd |
| 1930  | -                       | -                       | 1/2 finale Dorothy Round | S. Barbier S. Mathieu     | 2e tour (1/16) Kitty McKane | M. Canters Madzy Rollin    | -                    | -                      |
| 1931  | -                       | -                       | -                        | -                         | 3e tour (1/8) P. Saunders   | Kitty McKane Dorothy Round | -                    | -                      |
| 1932  | -                       | -                       | -                        | -                         | 1/2 finale E. Harvey        | Doris Metaxa Josane Sigart | -                    | -                      |
| 1933  | -                       | -                       | -                        | -                         | 3e tour (1/8) E. Harvey     | S. Mathieu E. Ryan         | -                    | -                      |

Sous le résultat, la partenaire ; à droite, l’ultime équipe adverse.

### En double mixte
| Année | Championnat d'Australie | Championnat d'Australie | Internationaux de France    | Internationaux de France  | Wimbledon | Wimbledon | US National | US National |
| ----- | ----------------------- | ----------------------- | --------------------------- | ------------------------- | --------- | --------- | ----------- | ----------- |
| 1928  | -                       | -                       | 2e tour (1/8) Ronald Boyd   | Y. Bourgeois René Lacoste | -         | -         | -           | -           |
| 1929  | -                       | -                       | 1/4 de finale Colin Gregory | E. Bennett Henri Cochet   | -         | -         | -           | -           |
| 1930  | -                       | -                       | 1/2 finale Colin Gregory    | E. Bennett Henri Cochet   | -         | -         | -           | -           |

Sous le résultat, le partenaire ; à droite, l’ultime équipe adverse.